# Maurice Piat
Maurice Piat (Moka, 19 luglio 1941) è un cardinale e vescovo cattolico mauriziano, dal 19 maggio 2023 vescovo emerito di Port-Louis.

## Biografia
Maurice Evenor Piat è nato il 19 luglio 1941 a Moka, omonimo distretto e diocesi di Port-Louis, nella parte centro-occidentale dell'isola di Mauritius.
Ventinovenne, ha ricevuto l'ordinazione sacerdotale il 2 agosto 1970 per la Congregazione dello Spirito Santo, per imposizione delle mani di monsignor Jean Margéot, vescovo di Port-Louis.

### Ministero episcopale e cardinalato
Il 21 gennaio 1991 papa Giovanni Paolo II lo ha nominato, quarantanovenne, vescovo coadiutore di Port-Louis. Ha ricevuto la consacrazione episcopale il successivo 19 maggio, presso lo Stadio Marie Reine de la Paix a Port Louis, per imposizione delle mani del cardinale Margéot, ordinario diocesano, assistito dai co-consacranti monsignori Gilbert Aubry, vescovo di Saint-Denis-de-La Réunion, Alphonsus Mathias, arcivescovo metropolita di Bangalore, e Maurice Noël Léon Couve de Murville, arcivescovo metropolita di Birmingham. Come suo motto episcopale il neo vescovo Piat ha scelto Pousse vers le large, che tradotto vuol dire "Spinto verso il largo".
Il 15 febbraio 1993, dopo l'accettazione della rinuncia per raggiunti limiti d'età del settantasettenne cardinale Margéot, è succeduto per coadiutoria come vescovo di Port-Louis, all'età di cinquantuno anni.
Nel 1996 è stato eletto presidente della Conferenza Episcopale dell'Oceano Indiano per un mandato di un triennio, venendo confermato nuovamente nel 1999 e terminando l'incarico nel 2002. È stato rieletto presidente della stessa assemblea nel settembre 2012, mantenendo tale ruolo sino al settembre 2016, e nuovamente per il periodo 2020-2022.
Il 9 ottobre 2016, durante l'Angelus, papa Francesco ha annunciato la sua creazione a cardinale nel concistoro del 19 novembre seguente; è il secondo porporato mauriziano nella storia della Chiesa, dopo il suo diretto predecessore Jean Margéot. Durante la cerimonia, svoltasi nella Basilica di San Pietro in Vaticano, il Pontefice gli ha conferito la berretta, l'anello cardinalizio ed il titolo presbiterale di Santa Teresa al Corso d'Italia; il titolo era vacante dal 17 agosto 2015, giorno della morte del cardinale László Paskai, O.F.M., arcivescovo emerito di Esztergom-Budapest. Ha preso possesso della sua chiesa titolare in una celebrazione svoltasi il 25 novembre 2018 alle ore 10:30.
Nell'ottobre del 2019 accoglie papa Francesco, in visita nelle Mauritius.
Il 19 luglio 2021 compie ottanta anni ed esce dal novero dei cardinali elettori.
Il 19 maggio 2023 papa Francesco accoglie la sua rinuncia, presentata per raggiunti limiti di età, al governo pastorale della diocesi di Port-Louis; gli succede Jean Michaël Durhône, del clero della medesima diocesi, fino ad allora segretario della Conferenza episcopale dell'Oceano Indiano.

## Genealogia episcopale e successione apostolica
La genealogia episcopale è:
- Cardinale Scipione Rebiba
- Cardinale Giulio Antonio Santorio
- Cardinale Girolamo Bernerio, O.P.
- Arcivescovo Galeazzo Sanvitale
- Cardinale Ludovico Ludovisi
- Cardinale Luigi Caetani
- Cardinale Ulderico Carpegna
- Cardinale Paluzzo Paluzzi Altieri degli Albertoni
- Papa Benedetto XIII
- Papa Benedetto XIV
- Papa Clemente XIII
- Cardinale Marcantonio Colonna
- Cardinale Giacinto Sigismondo Gerdil, B.
- Cardinale Giulio Maria della Somaglia
- Cardinale Carlo Odescalchi, S.I.
- Cardinale Costantino Patrizi Naro
- Cardinale Lucido Maria Parocchi
- Papa Pio X
- Cardinale Gaetano De Lai
- Cardinale Raffaele Carlo Rossi, O.C.D.
- Cardinale Amleto Giovanni Cicognani
- Arcivescovo Paolo Mosconi
- Cardinale Jean Margéot
- Cardinale Maurice Piat, C.S.Sp.

La successione apostolica è:
- Vescovo Jean Michaël Durhône (2023)
- Vescovo Michel Moura (2024)